# Николаев, Василий Иванович
Василий Иванович Николаев (2 февраля 1951, Киев, Украинская ССР, СССР — 19 июня 2020, Рязань, Россия) — заслуженный художник Российской Федерации (2010), член-корреспондент Российской академии художеств (2013).

## Биография
Василий Иванович учился в Рязанском художественном училище имени Г. К. Вагнера (1966—1970) у преподавателей Б. П. Кузнецова и В. Е. Куракина. По окончании училища поступил в Киевский государственный художественный институт на факультет живописи (1970—1976). Дипломная работа «Поединок» выполнена в мастерской профессора Лопухова Александра Михайловича.
С 1976 по 1983 год работал преподавателем специальных дисциплин в Рязанском художественном училище имени Г. К. Вагнера. С 1976 года — активный участник всесоюзных, всероссийских, республиканских, региональных, зональных и областных выставок. В 1980 году Василий Иванович перевёлся на творческую работу в Рязанские художественно-производственные мастерские художественного фонда РСФСР (ХПМ ХФ РСФСР). В 1980 году принят в члены Союза художников СССР, с 1992 года — ВТОО «Союз художников России». С 1982 года член городского художественного совета. В 2010 году он удостоен почётного звания заслуженный художник РФ, с 2013 года — член-корреспондент Российской академии художеств.
Произведения В. И. Николаева находятся в Желанновском краеведческом музее (Рязанская область, Шацкий район), Историко-архитектурном, художественном и археологическом музее «Зарайский кремль» (Московская область), Касимовском краеведческом музее (Рязанская область), Музее спорта в Киеве, Рязанском государственном областном художественном музей им. И. П. Пожалостина и в частных собраниях Англии, Австрии, Германии, России и Франции.
Скончался 19 июня 2020 года в Рязани после продолжительной болезни. Отпевание состоялось в Скорбященском храме г. Рязани. Похоронен художник в селе Кирицы Рязанской области.

## Награды
- Премия ВЛКСМв области литературы и искусства за работу «Хлеб 20-х» и триптих «Память. А. Мерзлову посвящается» (1980)
- Бронзовая медаль Арт-Салона в Ля Рошель, Франция (1999)
- Золотая медаль ВТОО «Союз художников России» за работу «Духовность. Традиции. Мастерство» (2010)
- Медаль «Достойному» за многолетнюю творческую деятельность и в связи с 75-летием ВТОО «Союз художников России» (2015)

## Выставки

### Групповые
- С. Ковригин, В. Николаев, А. Щенснович (1994, Рязань)
- «Грани». А. Ковалёв, В. Колдин, Р. Лысенина, В. Николаев (2005, Рязанский государственный областной художественный музей им. И. П. Пожалостина)
- Групповая выставка произведений рязанских художников (2009, Мюнстер, Германия)
- «АНК». Алексей Анисимов, Василий Николаев, Василий Колдин (2012, Мюнстер, Германия — «Stadthaus I»)
- «Миры». Василий Николаев, Василий Колдин (2012, Рязанская областная научная универсальная библиотека имени Горького)
- «Созвучие». Василий Николаев, Позднякова Эвелина  (2013, Рязанская областная филармония)
- «Gnalk». Объединение художников «PART-96» (2014, Мюнстер, Германия — Musikhochschule)

### Персональные
- 1989 Рязань, Выставочный зал Рязанской организации «Союз художников России»
- 1993 Мюнстер, Германия — «Städtische Bühnen»

```
       Мюнстер, Германия - "Westfälische Schule für Musik"
```

- 1994 Пуатье, Франция — галерея «Charles VII»

```
       Мюнстер, Германия - "Westfälische Schule für Musik"
```

- 1995 Шательро, Франция — галерея «Redute»

```
       Бордо, Франция - галерея "La cave de Bigoudi"
```

- 1996 Тарб, Франция — «Mediatheque»

```
       Мюнстер, Германия - "Musikhochschule"
```

- 1997 Мюнстер, Германия — выставочный зал «Wohnpark am Tibusplatz»

```
       Мюнстер, Германия - "Art Gallery"
```

- 1998 Брауншвайг, Германия — выставочный зал «Wohnpark am Wall»

```
       Ля Рошель, Франция - "Salle ľArsenal"
```

- 2000 Реклингхаузен, Германия — «Rentaco Residenz»
- 2001 Рязань, Рязанский государственный областной художественный музей имени И. П. Пожалостина — «Время виолончели»
- 2003 Трир, Германия
- 2004 Реклингхаузен, Германия — «Kuenstlerhaus Kenkmannshof»
- 2004 Ипсвич, Англия
- 2005 Ботроп, Германия
- 2006 Ангельмодде, Германия — «Galitzin-Haus»
- 2006 Дюссельдорф, Германия — галерея «Bel étage»
- 2006 Ла Рошель, Франция
- 2009 Алматы, Казахстан — выставочный зал «Haileybury school»
- 2011 Рязань,Рязанский государственный областной художественный музей имени И. П. Пожалостина — «Отражения»
- 2016 Рязань, галерея «Виктор Иванов и земля Рязанская» (РГОХМ им. И. П. Пожалостина) — «Интермеццо»
- 2019 Москва, галерея «На Каширке» — «Элегия»

### Сочинения
- Николаев, В. Музею — картинную галерею // Ряжский вестник . — 2003 . — 21 марта . — С. 3.
- Под сенью старинного парка. Пленэр рязанских художников в с. Ерлино : каталог / авт. вступ. ст. В. И. Николаев; сост. В. В. Xеклуев . — Рязань: [б. и.], 2006 . — С. 6-8.

### Каталоги, альбомы
- Василий Николаев. Живопись : каталог / авт. вступ. ст. И. Н. Протопопова. — Рязань : [б. и.], 1989.
- Василий Николаев. Живопись : каталог / авт. вступ. ст. И. Н. Денисова. — Рязань : [б. и.], 2011.
- Василий Николаев. Живопись : каталог / авт. вступ. ст. И. Протопопова. — Рязань : [б. и.], 2016.
- Василий Николаев «Интермеццо» : акварель : каталог / авт. вступ. ст. И. Протопопова. — Рязань : [б. и.], 2015.
- Василий Николаев. Мир театра : каталог / авт. вступ. ст. И. Н. Денисова. — Рязань : [б. и.], 2012.
- Всероссийская художественная выставка «Имени Твоему» : каталог / отв. ред. Ю. П. Михайлова. — Москва : Магазин искусства, 2000.
- Всероссийская художественная выставка «Наследие» : каталог / отв. ред. О. В. Богословская. — Воронеж : [б. и.], 2003.
- Всероссийская художественная выставка «Россия — IX» : каталог / отв. ред. Ю. И. Нехорошев. — Москва : Галарт, 1999.
- Девятая Региональная художественная выставка «Художники центральных областей России» : каталог / сост. : О. В. Богословская, А. У. Греков. — Москва : Аванти, 2003.
- Десятая региональная художественная выставка : каталог / сост. : О. В. Богословская и др. — Ярославль : [б. и.], 2008.
- Изобразительное искусство Российской Федерации. Центр России / ВТОО «Союз художников России» и др. — Москва : Пранат, 2013.
- XI Всероссийская художественная выставка «Россия» : каталог / сост. : Л. Г. Москалёва и др. — Москва : [б. и.], 2009.
- Пятая Всесоюзная художественная выставка «Физическая культура и спорт в изобразительном искусстве» : каталог / сост. : А. Г. Зуйкова и др. — Москва : Советский художник, 1983.
- Художники Рязани : альбом / сост. И. Майзельс. — Рязань : Приз, 1998. — Вып. 1.
- Художники Рязани : Рязанской организации Союза художников РСФСР — 50 лет : альбом / сост. : И. Н. Денисова и др. — Москва : [б. и.], 1991.
- Художники Рязанского края XIX — начала XXI веков : биобиблиографический словарь / сост. : Т. Б. Синяева и др. — Рязань : [б. и.], 2010.
- Художники Рязанской области : история Рязанской областной организации ВТОО «Союз художников России» в картинах, фотографиях и лицах : альбом / сост. : О. В. Иванова, И. Н. Денисова. — Рязань : Приз, 2007.
- Vasily Nikolayev. Cello time. Painting : каталог / сост. В. Николаев. — Рязань : [б. и.], 2001.